# Kościół Dobrego Pasterza w Żarach
Kościół Dobrego Pasterza w Żarach – kościół parafialny należący do dekanatu lubuskiego Kościoła Polskokatolickiego w RP. Mieści się w Żarach, w województwie lubuskim.

## Historia
W średniowieczu był on częścią znajdującego się na Dolnym Przedmieściu kompleksu szpitalnego pod wezwaniem Świętego Ducha. Ufundowany został w 1329. Budowla była wielokrotnie przebudowywana. Oskarpowanie otrzymał dopiero w 1844. Budowla utraciła cechy stylowe. Od 1975 pełni funkcję kościoła parafialnego Kościoła Polskokatolickiego w RP. 

## Wyposażenie
Do wyposażenia świątyni należą barokowy obraz ze sceną Zmartwychwstania Pańskiego i ołtarz z 1 połowy XIX stulecia pochodzące z Lubinia i neoklasycystyczna chrzcielnica z marmuru z 1. połowy XX wieku.